# WhatsApp
WhatsApp is een mobiele app voor instant messaging ontwikkeld voor de smartphone. Met een internetverbinding is hiermee te chatten en kunnen digitale foto's, geluids- en video-opnamen, documenten of gps-coördinaten worden doorgestuurd. (Video)bellen kan via IP-telefonie. De naam is een samentrekking van What's up (Engels voor 'Hoe is het?', 'Wat is er?') en Application (Engels voor 'applicatie', 'toepassing'). Een bericht sturen via WhatsApp wordt whatsappen genoemd, afgekort als 'appen'.
De app is "multiplatform" en beveiligd met end-to-end-encryptie en sinds 2014 eigendom van Meta. Accounts worden geïdentificeerd op een mobiel telefoonnummer. Daarnaast is er een versie voor installatie op een desktop of laptop, en een browserversie. Apparaten zonder mobiel telefoonnummer werken alleen als de app geïnstalleerd is op een mobiel apparaat dat beschikt over een telefoonnummer. De gebruiker dient synchronisatie van WhatsApp tussen beide apparaten in te stellen. Een van de voordelen ten opzichte van sms is daarmee het gesynchroniseerde gebruik op meerdere apparaten, net als bij e-mail mogelijk is.
In juni 2025 maakte Meta bekend dat WhatsApp toch advertenties gaat tonen. Nog niet bij de chats, maar er komen wel commerciële uitingen bij de Status, dus de ‘Stories’ die je kunt zien na het tikken op iemands avatar wanneer daar een gekleurde ring omheen staat, en de kanalen. Het gaat dan om kanalen die worden gepromoot door Meta, maar ook als je een abonnement hebt op een bepaald kanaal.

## Gebruik
WhatsApp werd oorspronkelijk in 2009 uitgebracht voor de iPhone, later werd het ook beschikbaar gesteld voor andere besturingssystemen. WhatsApp wordt ondersteund op iPhones vanaf iOS 4.3, Android-telefoons vanaf Android 2.1, Windows Phones vanaf Windows Phone 7.5 en BlackBerry-telefoons vanaf OS 4.6. De laatste Symbian- en Nokia Series 40-telefoons werden ondersteund tot december 2018. De app is op sommige besturingssystemen beschikbaar in meer dan dertig talen.
Op 1 januari 2021 werd de WhatsApp-ondersteuning van oudere smartphones opgezegd door Facebook, toen eigenaar van WhatsApp, voornamelijk om de veiligheid.  WhatsApp werkt niet meer op smartphones die draaien op Android versie 4.0.3 (Ice Cream Sandwich) of lager. iPhone gebruikers moeten minimaal iOS 9 hebben. Op telefoons als de Sony Xperia Arc, iPhone 4 (en eerder modellen) kan men vanaf 1 januari 2021 niet meer WhatsAppen. De iPhone 4S, 5, 5S, 5C, 6 en 6S kan men nog wel updaten naar iOS 9. De aanbevolen iOS-versie is sinds 18 maart 2021 iOS 10, die draait op toestellen vanaf iPhone 5.
WhatsApp telt naar eigen zeggen ruim 1 miljard actieve gebruikers en verwerkt ruim 42 miljard berichten per dag, waaronder 1,6 miljard afbeeldingen en 250 miljoen video's. Een gevolg van de populariteit van deze software is dat telefoonmaatschappijen zoals KPN en Vodafone aangeven minder te verdienen doordat steeds minder gebruikers over hun sms-bundel heen gaan.
Op 19 februari 2014 nam Facebook de diensten van WhatsApp Messenger over voor een bedrag van US$ 19 miljard. De overname werd op 3 oktober 2014 door de Europese Commissie (EC) goedgekeurd. Toen WhatsApp in augustus 2016 bekendmaakte dat volgens de nieuwe gebruiks- en privacyvoorwaarden telefoonnummers gekoppeld zouden kunnen worden aan Facebook-profielen startte de EC een onderzoek naar het verstrekken van onjuiste informatie door Facebook tijdens het fusiecontroletraject. Daaruit kwam naar voren dat Facebook-medewerkers al in 2014 wisten dat zo een automatische koppeling technisch mogelijk was. Facebook had tijdens het fusiecontroletraject juist gesteld dat het die koppeling niet automatisch en op een betrouwbare wijze tot stand zou kunnen brengen. De EC legde Facebook daarom op 17 mei 2017 een boete op van € 110 miljoen.

### WhatsApp-groep

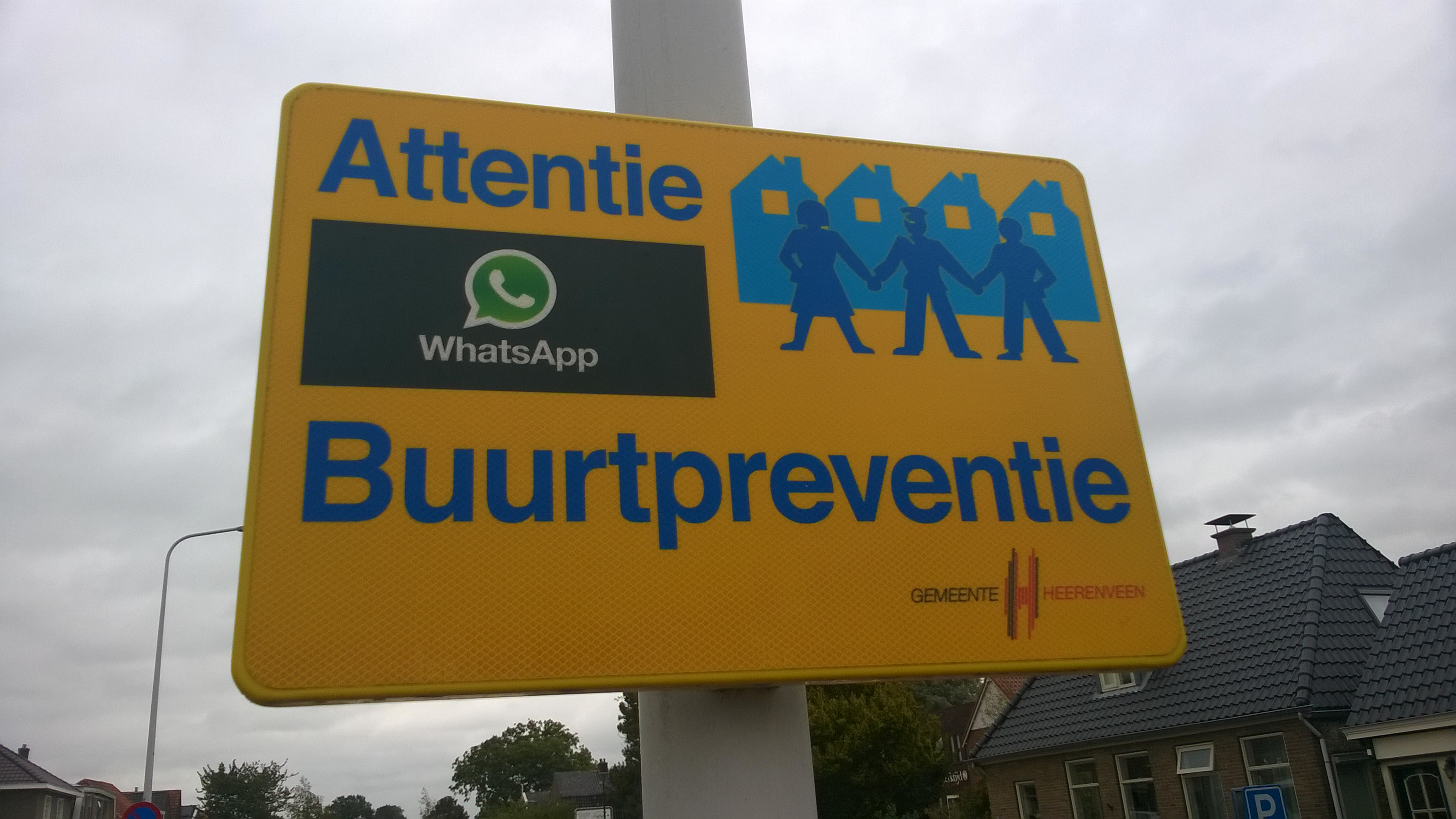
Buurtpreventie

Een groep mensen met WhatsApp kan een WhatsApp-groep vormen, waarbij elke deelnemer gemakkelijk een bericht aan alle andere deelnemers kan sturen. Iemand kan deelnemen aan diverse WhatsApp-groepen.
Een WhatsApp-groep wordt bijvoorbeeld gebruikt in buurten om de veiligheid te vergroten. Deze zogenaamde buurt-WhatsApp-groepen zijn een fenomeen geworden in de media en in het straatbeeld middels straatborden. Onderzoek van Tilburg University toonde aan dat deze buurtgroepen zorgden voor gemiddeld 40% minder inbraken.

### Click-to-chat

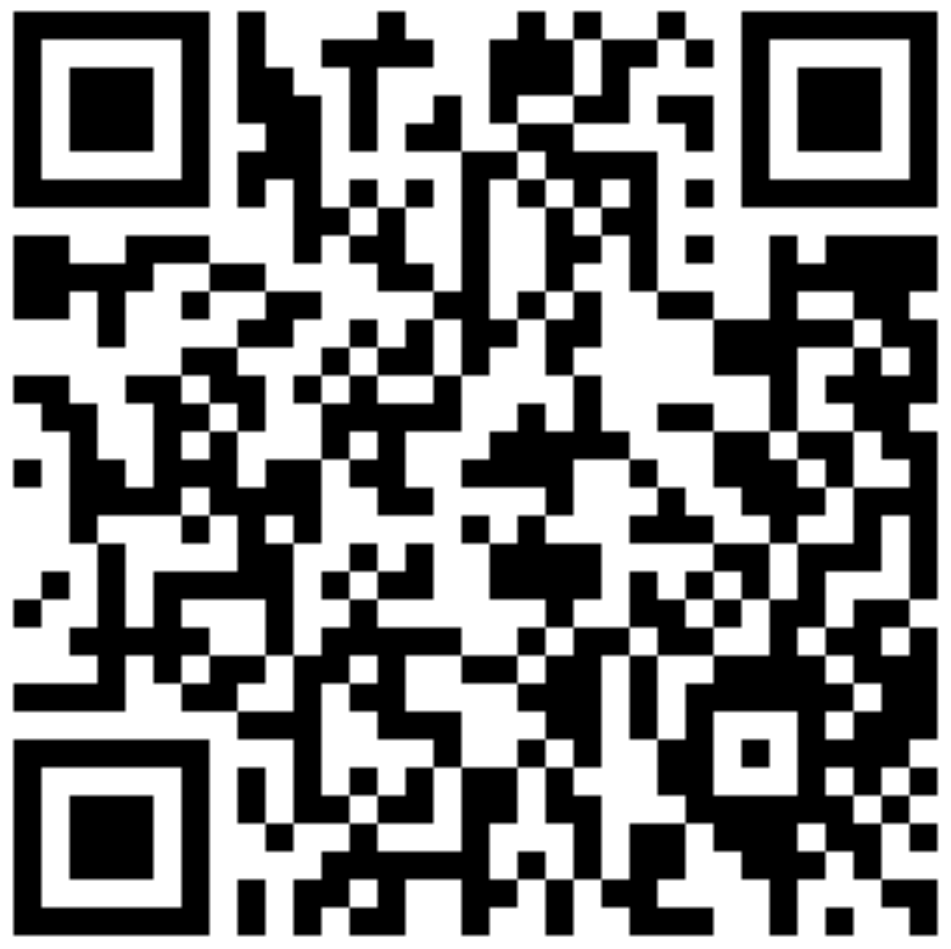
Een click-to-chat QR code

Gesprekken zijn direct te starten zonder het telefoonnummer in de contactenlijst te hebben, door een link te openen met daarin het telefoonnummer.

## Kritiek
WhatsApp is in het verleden diverse keren in het nieuws geweest omdat het de privacy van gebruikers niet goed genoeg zou beschermen. Bovendien zijn er diverse keren lekken in de software gevonden. Zo werd in 2011 bekend dat berichten gemakkelijk onderschept konden worden. Later werd bekend dat zelfs complete accounts overgenomen konden worden. Begin 2012 kwam WhatsApp opnieuw in het nieuws vanwege een hack waarmee men de status van elke gebruiker kon aanpassen met behulp van het telefoonnummer van de gebruiker.
In augustus 2012 werd de app in de Windows Phone Store een aantal dagen uitgeschakeld; een duidelijke reden hiervoor werd niet door WhatsApp gegeven.
Tussen 30 november 2015 en september 2015 zorgde de Android-client ervoor dat links naar de berichtendienst Telegram niet klikbaar en niet kopieerbaar waren. Het is bevestigd door meerdere bronnen dat WhatsApp actief domeinen die het woord "telegram" bevatten blokkeert in de broncode van de Android-app.
Vanaf 30 juni 2017 stopte WhatsApp met de ondersteuning voor Blackberry OS, Blackberry 10, Nokia S40 en Nokia Symbian S60, zodat gebruikers over moesten stappen naar andere platforms, zoals Android, iPhone of Windows Phone.
De lekken en privacyschendingen in WhatsApp werden, mede door de invloed van het College bescherming persoonsgegevens, gedeeltelijk gedicht. In 2015 maakte de Autoriteit Persoonsgegevens, voorheen het CBP, bekend dat WhatsApp maatregelen had genomen en daardoor nu geheel voldeed aan de wet door de privacy van gebruikers en niet-gebruikers beter te beschermen. Na het toepassen van end-to-end-encryptie genoot WhatsApp, in de ogen van experts eerder nog aanschouwd als een van de slechtst beveiligde applicaties, al snel aanzien als een van de veiligste applicaties op de markt.
Met de tweet “Use Signal” adviseerde Elon Musk op 7 januari 2021 over te stappen van WhatsApp naar Signal, als reactie op de volgens Musk voor gebruikers nadelige wijzigingen in de privacyvoorwaarden van WhatsApp.

## Beveiliging
Sinds april 2016 worden berichten en oproepen tussen gebruikers sterk beveiligd via end-to-end-encryptie. Dit betekent dat de berichten niet te lezen zijn door andere personen dan de verzender en ontvanger, en er niet meegeluisterd kan worden met de telefoongesprekken die gebruikers via WhatsApp voeren. Ook WhatsApp zelf kan niet meer meelezen en daarom niet voldoen aan tapverzoeken van overheden qua inhoud van berichten. 
Wel worden de metadata nog bewaard, wat voor onderzoekers interessant kan zijn omdat dan nog wel gezien kan worden wie met wie praat en op welk tijdstip. Alleen de inhoud van het bericht is onzichtbaar. WhatsApp gebruikt hiervoor de encryptie van de opensourceapplicatie Signal, met het double-ratchet protocol (AXOLOTL), dat in WhatsApp is ingebouwd door Open Whisper Systems' Moxie Marlinspike. WhatsApp heeft de encryptiefunctie uitgerold naar alle platforms.
Volgens experts is dit een goede zet, goed nieuws voor WhatsApp-gebruikers en een overwinning voor de privacy. De Amerikaanse FBI en het Nederlandse OM hebben laten weten niet blij te zijn met deze beveiliging in WhatsApp, omdat dit criminelen en terroristen zou kunnen helpen veilig te communiceren. Privacycritici wijzen er echter op dat bij de aanslagen in Brussel en Parijs bleek dat terroristen onversleuteld via SMS communiceerden en menen dat terrorisme geen argument is tegen het beveiligen van de berichten van normale burgers.
Het Zwitserse leger verbood begin 2022 militairen om de berichtendienst te gebruiken, vanwege veiligheidsrisico’s, en omdat het gebruik onder de Amerikaanse CLOUD Act valt, waardoor Amerikaanse rechtbanken gegevens kunnen vorderen, ook als die op buitenlandse servers staan. Enkel de Zwitserse app Threema was nog toegestaan.
Volgens Safeonweb werd in augustus 2024 op het Dark web een bestand te koop aangeboden met 3,2 miljoen whatsappnummers en gegevens van Belgische gebruikers.
In mei 2025 werd Spyware-producent NSO veroordeeld tot het betalen van een schadevergoeding van US$ 167 miljoen. Met de Pegasus-spyware van NSO werden de apparaten van meer dan 1400 WhatsApp-gebruikers gehackt. NSO maakte hierbij misbruik van een zwakke plek in de beveiliging van WhatsApp. NSO is een bedrijf dat spyware maakt waarmee kwaadwillige regimes journalisten, politici van de oppositie en burgers bespioneren en onderdrukken. Dit leidt tot ernstige schendingen van de mensenrechten van burgers over de hele wereld. In december 2024 was NSO al veroordeeld vanwege het overtreden van de wet en de gebruikersvoorwaarden van WhatsApp. In mei volgde alleen de hoogte van de schadevergoeding. Andere bedrijven, zoals Apple, Amazon.com en Android, kunnen op basis van deze veroordelingen NSO ook verantwoordelijk houden voor het plaatsen van Spyware op hun applicaties.